# Les Démêlés d'Arnest Ringard et d'Augraphie
 (décembre 2009).
Si vous disposez d'ouvrages ou d'articles de référence ou si vous connaissez des sites web de qualité traitant du thème abordé ici, merci de compléter l'article en donnant les références utiles à sa vérifiabilité et en les liant à la section « Notes et références ».
Les Démêlés d'Arnest Ringard et d'Augraphie est une série de bande dessinée belge humoristique d'André Franquin, Yvan Delporte et Frédéric Jannin.

## Synopsis
Arnest Ringard vit seul. C'est un homme aux goûts un peu vulgaires. Son langage surtout est d'une grossièreté manifeste (camouflé en contrepèteries). Il rêve de devenir riche mais ne fait rien sinon d'inventer des plans délirants et voués à l'échec. Il est en conflit permanent avec la taupe Augraphie qui s'est installée sous le sol de son jardin-dépotoir. C'est une taupe raffinée, tout le contraire d'Arnest, qui cherche à la déloger par les moyens les plus divers.
Pour avoir la paix, elle fait un marché avec lui : s'il la laisse tranquille, elle deviendra la seule taupe qui paye un loyer : chaque mois une pièce d'or. Car elle a découvert un trésor sous la terre. Arnest a donc un double but, tuer la taupe et découvrir le trésor. Mais la taupe est plus intelligente que lui et déjouera tous ses plans.

## Personnages
- Arnest, homme paisible voir paresseux.
- Augraphie, taupe locataire de la pelouse d'Arnest.
- Ginette Latouille, personne dont Arnest souhaite faire la conquête. Elle n'apparait jamais dans la série.

## Contrepèteries
Arnest est d'une grossièreté manifeste, dissimulée par d'habiles contrepèteries. "mortel de Berthe!", "mutin de perte!" ou encore "sale rousse de mes bétons!!!" ne sont que quelques exemples.
Chaque titre d'histoire est aussi une contrepèterie commençant presque toujours par : "Ou Arnest Ringard ..."
- "... épuisé, n'entend pas tout le fil"
- "... emballe des files de trous"
- "... sans complexe, se meut avec sa couche".

## Publication

### Albums
- Les Démêlés d'Arnest Ringard et d'Augraphie, Dupuis, coll. « Carte blanche », 1981  (ISBN 2-8001-0755-3).
- Arnest Ringard et Augraphie, Marsu Productions, 2006  (ISBN 2-912536-79-0). Intégrale entièrement redessinée par Jannin.

### Revues
La série a été publiée dans le journal Spirou entre 1978 et 1981, puis entre 1993 et 1997